# آردهه

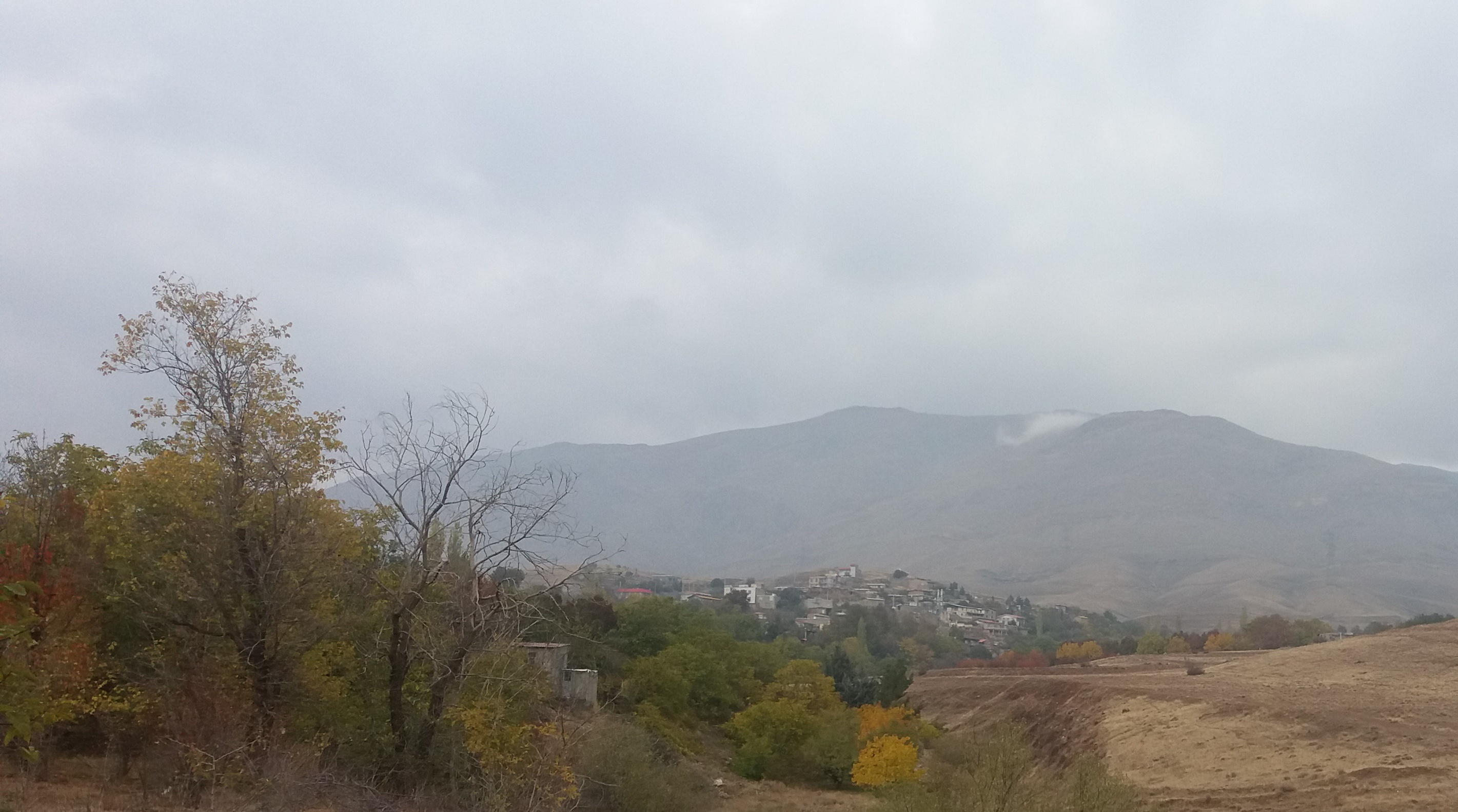
نمایی از روستای آردهه

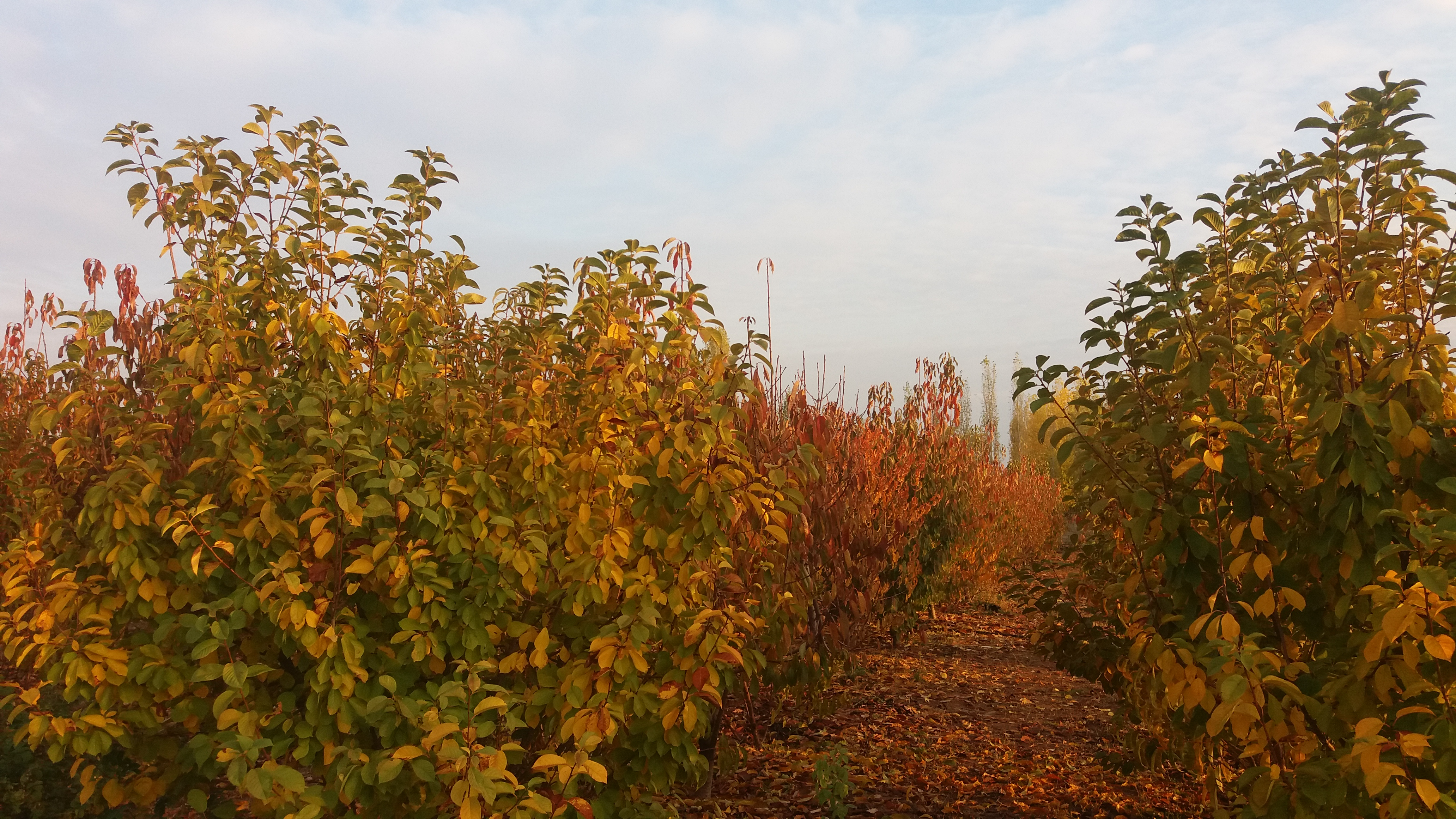
باغ‌های گیلاس آردهه

آردهه یکی از روستاهای شهرستان ساوجبلاغ استان البرز است.

## جغرافیای آردهه
این روستا در شرق روستای فشند (پشند)، در شمال شرقی شهر جدید هشتگرد در ۷۵ کیلومتری غرب تهران و ۳۵ کیلومتری غرب کرج و در دامنه جنوبی رشته کوه البرز (البرز غربی) واقع شده است.

## مردم و جمعیت
زبان مردم روستا تاتی میباشد‌. در حدود ۲۵۰ خانواده در این روستا زندگی می‌کنند.

## جغرافیای کشاورزی-اقتصاد روستا
محصول اصلی این روستا گیلاس وگردو می‌باشد. در واژه‌نامه دهخدا آمده است که :"از اعمال تهران است و دارای معادن زغال سنگ "